# Mário Sabino
Mario Sabino (São Paulo, 7 de abril de 1962) é um jornalista e escritor brasileiro, conhecido por sua atuação em veículos de grande relevância no cenário jornalístico do Brasil. Foi redator-chefe da revista Veja até o final de 2011 e, posteriormente, atuou como publisher e colunista da revista digital Crusoé, entre 2017 e 2022. Durante esse período, também exerceu a função de diretor do site jornalístico O Antagonista, de 2015 a 2022, consolidando sua carreira no jornalismo opinativo e investigativo.

## Biografia
Mario Sabino começou a trabalhar como jornalista no jornal Folha de S.Paulo em 1984, na função de editor da seção "Livros". Foi editor de Cultura da revista Istoé e subeditor do Caderno 2, do jornal O Estado de S. Paulo. Entrou na revista Veja em 1994 e tornou-se redator-chefe em 2004. Em novembro de 2011, foi anunciado que sairia da Veja, no início de 2012, para dedicar-se a outros trabalhos. No mesmo ano, porém, recebeu e aceitou o convite de Roberto Civita para ser correspondente da revista em Paris, onde permaneceu até 2014.
Entre 1986 e 1989, Mario Sabino trabalhou na Editora Scipione, pela qual lançou a série Diálogo, com autores brasileiros e destinada ao público infanto-juvenil. No rol de autores contratados para lançar livros inéditos - boa parte dos quais escritos sob encomenda -, estão Ricardo Ramos, Moacyr Scliar, Paulo Leminski e Vilma Arêas. A série  continua a existir, embora o nome de Mario Sabino tenha sido retirado dos créditos. Na mesma época, traduziu Arte e  Beleza na Estética Medieval, de Umberto Eco, publicado em 1987 pela editora Globo e, a partir de 2021, pela Record.
Como escritor, iniciou carreira em 2004 ao publicar O Dia em que Matei Meu Pai, traduzido nos Países Baixos,  na Austrália, Nova Zelândia, Itália, França, Argentina, Coreia do Sul, Romênia, República Tcheca, Inglaterra, Portugal e Turquia. É autor de O Antinarciso, de 2005, livro de contos ganhador do Prêmio Clarice Lispector, conferido pela Biblioteca Nacional. Escreveu, ainda, A Boca da Verdade (contos), de 2009, e seu segundo romance, O Vício do Amor, de 2011, traduzido nos Países Baixos. Em 2016, lançou a coletânea de artigos intitulada Cartas de um Antagonista. Em 2021, foi a vez de Me Odeie pelos Motivos Certos, uma coletânea de artigos publicados predominantemente na  revista Crusoé. Alguns de seus contos foram publicados nas revistas The Drawbridge (Inglaterra), Words Without Borders (Estados Unidos), Granta (edição brasileira da publicação inglesa), Dicta&Contradicta (Brasil) e Portal 9 (Líbano).
De janeiro de 2015 a setembro de 2022, dedicou-se a O Antagonista, site  jornalístico opinativo, criado por ele e Diogo Mainardi. Em maio de 2018, ambos lançaram a revista digital Crusoé, da qual Sabino foi publisher e colunista.
Em 2019, a Crusoé teve seu conteúdo censurado, quando o ministro Alexandre de Moraes, do Supremo Tribunal Federal, ordenou que a revista retirasse do ar a reportagem "O amigo do amigo de meu pai", cujo título é alusivo ao codinome usado na Odebrecht para o ministro Dias Toffoli, então presidente do STF.  Sabino foi então intimado a depor na Polícia Federal, em São Paulo, em episódio que qualificou de "kafkiano". Após ser alvo de críticas, inclusive por parte de integrantes do próprio Tribunal, Moraes revogou sua decisão, admitindo a existência de documentos que provavam ser Toffoli o personagem apelidado de "amigo do amigo de meu pai" . Era a segunda vez que Mario Sabino se via obrigado a se apresentar à Polícia Federal, como jornalista. Quando redator-chefe da Veja, já havia sido intimado por ter acusado um delegado federal de intimidação a jornalistas da revista que apuravam o caso do "dossíê dos aloprados". Mario Sabino chegou a ser indiciado à revelia, em 2008, mas a Justiça reconheceu que os jornalistas haviam  mesmo sido intimidados e trancou o inquérito em 2010, conforme relatado em seu artigo "O dia em que fui indiciado", publicado em O antagonista e também no seu livro Cartas de um Antagonista.

## Livros publicados
- O Dia em que Matei Meu Pai (2004, romance)
- O Antinarciso (2005, contos) Vencedor do Prêmio Clarice Lispector concedido pela Biblioteca Nacional.
- A Boca da Verdade  (2009, contos)
- O Vício do Amor [11] --> (2011, romance)
- Cartas de um Antagonista (2016, não ficção). Coletânea de artigos escritos originalmente para a newsletter do site O Antagonista. Inclui textos literários.
- Me Odeie pelos Motivos Certos (2021, não ficção). Coletânea de artigos escritos originalmente para a revista Crusoé e o site O Antagonista.